# Reial Companyia Òpera de Cambra de Barcelona
La Reial Companyia Òpera de Cambra de Barcelona és una orquestra de cambra especialitzada en música barroca, rococó i clàssica amb instruments originals. Va ser fundada a Barcelona el 1988 pel director d'orquestra i musicòleg Juan Bautista Otero i el director d'escena i gestor cultural Isidre Olmo.
És una iniciativa privada vinculada a una discogràfica i una editorial que també tenen RCOC com a nom. La discogràfica RCOC, centra la seva activitat en la recuperació del patrimoni musical del nostre país produït al segle xviii, amb especial incidència en la música escènica. Hi han participat Domènec Terradellas, Vicent Martín i Soler, David Pérez, Mariana Martínez, Nicola Porpora, Domenico Scarlatti i d'altres. L'editorial RCOC disposa d’un catàleg editorial amb títols inèdits.

## Enregistraments destacats
Amb distribució d'Harmonia Mundi s'han gravat obres destacades del segle xviii. Per exemple Orlando (L'Angelica), de Nicola Porpora, es va gravar el 2005 en ocasió del 300 aniversari de la mort de Farinelli que es va estrenar com a cantant amb aquesta ópera. Ifigenia in Aulide, de Martín y Soler, es va gravar el 2006 en ocasió del 250 aniversari del compositor valencià.
Aminta, il rè pastore d’Antonio Mazzoni es va gravar el 2007 i va rebre l'Orphèe d'Or de l'Acàdemie National du Disc Lyrique de França, i el Diamant de la Revista Òpera Magazine. És la primera gravació mundial del llarg i fructífer període de Farinelli com a responsable del Teatre Real Coliseo del Buen Retiro, l’Artaserse (2008) i el Sesostri (2011) constitueixen els primers i únics enregistraments íntegres mundials de les òperes de Domènec Terradellas i les cantantes Il Sogno & la Dora Festeggiante (2010) de Vicent Martín i Soler constitueixen les úniques cantates escèniques que es conserven d'aquest compositor Valencià. i l'òpera Sesostri, rè d'egitto de Domènec Terradellas.